# Potok, Vrba na Koroškem
Potok (nemško Bach) je naselje v Občini Vrba na Koroškem v Okraju Beljak-dežela na Koroškem v Avstriji.